# Emerkingen
Emerkingen är en kommun (tyska Gemeinde) i Alb-Donau-Kreis i förbundslandet Baden-Württemberg i Tyskland. Folkmängden uppgår till cirka 800 invånare, på en yta av 7,4 kvadratkilometer.
Kommunen ingår i kommunalförbundet Munderkingen tillsammans med staden Munderkingen och kommunerna Emeringen, Grundsheim, Hausen am Bussen, Lauterach, Obermarchtal, Oberstadion, Rechtenstein, Rottenacker, Untermarchtal, Unterstadion och Unterwachingen.

## Befolkningsutveckling
| Befolkningsutvecklingen i Emerkingen 1975–2015 | Befolkningsutvecklingen i Emerkingen 1975–2015 | Befolkningsutvecklingen i Emerkingen 1975–2015 | Befolkningsutvecklingen i Emerkingen 1975–2015 | Befolkningsutvecklingen i Emerkingen 1975–2015 |
| ---------------------------------------------- | ---------------------------------------------- | ---------------------------------------------- | ---------------------------------------------- | ---------------------------------------------- |
|                                                |                                                |                                                |                                                |                                                |
| År                                             |                                                |                                                | Folkmängd                                      | Areal (ha)                                     |
| 1975                                           | 1975                                           |                                                | 570                                            | 740                                            |
| 1980                                           | 1980                                           |                                                | 595                                            |                                                |
| 1985                                           | 1985                                           |                                                | 628                                            |                                                |
| 1990                                           | 1990                                           |                                                | 685                                            |                                                |
| 1995                                           | 1995                                           |                                                | 728                                            |                                                |
| 2000                                           | 2000                                           |                                                | 769                                            |                                                |
| 2005                                           | 2005                                           |                                                | 834                                            |                                                |
| 2010                                           | 2010                                           |                                                | 852                                            |                                                |
| 2015                                           | 2015                                           |                                                | 822                                            |                                                |
|                                                |                                                |                                                |                                                |                                                |